# ナナーダニエル弾
ナナー ダニエル弾（ナナー ダニエルだん、1997年〈平成9年〉6月2日 - ）は、日本の元プロバスケットボール選手。神奈川県横須賀市出身。ポジションはパワーフォワード。B.LEAGUEに在籍経験があり、2024-25シーズンをもって引退した。
父はナイジェリア人。

## 来歴
元々は陸上競技の走幅跳選手だったが、横須賀学院中学校2年時にバスケットボールに転向し日本バスケットボール協会主催「ジュニアエリートアカデミー（ビッグマン）」に参加し、わずか10か月でU-16日本代表入りを果たす。
その後は横須賀学院高校を経て青山学院大学に進学し、年代別日本代表に選ばれる。
2019年1月、琉球ゴールデンキングスと特別指定選手契約を結ぶ。
2019年12月、2シーズン連続で特別指定選手として琉球に入団。
大学卒業後の2020年5月、琉球と正式契約。
2021年2月、山形ワイヴァンズへ期限付き移籍。
2021年6月、レバンガ北海道に移籍。
2024年6月、横浜ビー・コルセアーズに移籍。
2025年5月12日、横浜ビー・コルセアーズ公式より引退が発表された。

## 経歴
- 青山学院大学
  - 琉球ゴールデンキングス（2019年～2020年）※特別指定選手
- 琉球ゴールデンキングス（2020年～2021年2月）
  - パスラボ山形ワイヴァンズ（2021年2月～2021年）※期限付き移籍
- レバンガ北海道（2021年～2024年）
- 横浜ビー・コルセアーズ（2024年～）

## 日本代表歴
- 2013年U-16アジア選手権
- 2014年U-17世界選手権大会出場
- 2018年李相佰盃